# Castelnau-le-Lez
Castelnau-le-Lez – miejscowość i gmina we Francji, w regionie Oksytania, w departamencie Hérault.
Według danych na rok 1990 gminę zamieszkiwały 11 043 osoby, a gęstość zaludnienia wynosiła 988 osób/km² (wśród 1545 gmin Langwedocji-Roussillon Castelnau-le-Lez plasuje się na 17. miejscu pod względem liczby ludności, natomiast pod względem powierzchni na miejscu 693.).